# Tojinium
Tojinium Saito & Ono, 2001 è un genere di ragni appartenente alla famiglia Linyphiidae.

## Distribuzione
L'unica specie oggi attribuita a questo genere è stata rinvenuta in Giappone.

## Tassonomia
A giugno 2012, si compone di una specie:
- Tojinium japonicum Saito & Ono, 2001[3] — Giappone